# Autopistas de Antofagasta
Autopistas de Antofagasta es la denominación de la autopista chilena de peaje, que recorre la Región de Antofagasta, abarcando las comunas de Antofagasta, Mejillones y Sierra Gorda en el Norte Grande de Chile. Considera cuatro rutas, la principal es la ruta 5 Panamericana entre Carmen Alto y el sector de La Negra. La otra ruta es la longitudinal ruta 1 entre el acceso norte a Mejillones y la ciudad de Antofagasta. También está a cargo de la ruta B-400 que une ambas carreteras unos kilómetros al norte de la capital regional; y uno de los accesos a esta ciudad, la ruta 26.
La construcción de la autopista se inició en abril de 2010 y está a cargo de la concesión Sociedad Concesionaria Autopistas de Antofagasta S.A. adjudicado según decreto MOP N.º 137 con fecha 15 de febrero de 2010. Actualmente están todos los sectores habilitados desde el año 2013.

## Descripción del proyecto
El proyecto propone, en términos generales, el mejoramiento del estándar de las principales rutas de la Región de Antofagasta, obras que consideran la ampliación a doble calzada de la Ruta 5 Panamericana entre el ya construido nudo Uribe y Carmen Alto, ampliación a doble calzada de la ruta 1 entre el norte de Antofagasta y Mejillones (tránsito diario de 6.000 automóviles), pavimentación de la ruta B-400 en calzada simple e incorporación de terceras pistas en la ruta 26, además del mejoramiento de las condiciones de seguridad, incorporando enlaces y estructuras a desnivel, intersecciones a nivel reguladas, construcción de calles de servicio, iluminación, nueva señalética, pasarelas peatonales, paisajismo, paraderos de buses, mejoramiento de los sistemas de saneamiento y drenaje, implementación de elementos de control y otras obras que permitirán mitigar las principales deficiencias de las rutas. La autopista posee postes SOS cada 2,5 km.
Este proyecto se justifica dado el crecimiento que ha registrado la demanda vehicular entre Antofagasta y Carmen Alto, motivado por las actividades comerciales con ocasión del desarrollo de la actividad productiva regional, fundamentalmente asociado a la minería. Esta situación ha provocado el deterioro de la vía, así como problemas de congestión, estándar insuficiente y baja capacidad de operación de la Panamericana en este tramo que forma parte de la conexión Calama-Antofagasta. 

### Sectores del proyecto
| Ruta                | Sector | Origen                             | Término                                        | Inicio aproximado (km) | Fin aproximado (km) | Longitud total (km) | Velocidad (km/h) |
| Ruta 1              | 1      | La Chimba                          | Enlace La Portada                              | 10,2                   | 16,2                | 6,0                 |                  |
| Ruta 1              | 2      | Enlace La Portada                  | Acceso sur a Mejillones                        | 16,2                   | 44,5                | 28,3                |                  |
| Ruta 1              | 3      | Acceso sur a Mejillones            | Acceso norte a Mejillones                      | 44,5                   | 65,5                | 21,0                |                  |
| Ruta 5 Panamericana | 1      | Enlace ruta 28 (sector La Negra)   | Enlace ruta 26 (sector nudo Uribe)             | 1.357                  | 1.378               | 21,0                |                  |
| Ruta 5 Panamericana | 2      | Enlace ruta 26 (sector nudo Uribe) | Carmen Alto                                    | 1.378                  | 1.461               | 83,0                |                  |
| Ruta 26             | 1      | Límite urbano de Antofagasta       | Enlace ruta 5 Panamericana (sector nudo Uribe) | 0,800                  | 12,9                | 12,1                |                  |
| Ruta B-400          | 1      | Enlace ruta 1                      | Enlace ruta 5 Panamericana                     | 0,0                    | 36,4                | 36,4                |                  |

## Recorrido

### Ruta 5 Panamericana
Este segmento de autopista tiene una extensión de 104,0 km y constituye el tramo más extenso de la concesión vial. 
| Ruta 5 Panamericana, tramo Carmen Alto-enlace La Negra                                                |                                      |                                   |                                                                             |
| Salidas e infraestructura sentido norte-sur                                                           | Distancia de enlace Carmen Alto (km) | Distancia de enlace La Negra (km) | Salidas e infraestructura sentido sur-norte                                 |
| Inicio de autopista                                                                                   | 0 (km 1461)                          | 104 (km 1461)                     | Continuación como ruta 5 Término de autopista                               |
| Sierra Gorda, Calama, San Pedro de Atacama RN 25                                                      | 2 (km 1459)                          | 102 (km 1459)                     | Sierra Gorda, Calama, San Pedro de Atacama RN 25                            |
| | 2 (km 1459)                          | 102 (km 1459)                     | Gasolinera COPEC                                                            |
| Oficina salitrera Francisco Puelma                                                                    | 4 (km 1457)                          |                                   |                                                                             |
| Baquedano, Mina Lomas Bayas B-410                                                                     | 27 (km 1434)                         | 77 (km 1434)                      | Baquedano, Mina Lomas Bayas B-410                                           |
| |                                      | 75 (km 1432)                      | Baquedano, Antofagasta Ruta 5 al sur                                        |
| Baquedano                                                                                             | 31 (km 1430)                         | 73 (km 1430)                      |                                                                             |
| Área de servicios generales Baquedano Área de control Carabineros de Chile                            | 31 (km 1430)                         | 73 (km 1430)                      | Área de servicios generales Baquedano Área de control Carabineros de Chile  |
| Camino interior                                                                                       | 37 (km 1424)                         |                                   |                                                                             |
| |                                      | 61 (km 1418)                      | Planta Estación Cuevitas                                                    |
| | Planta Estación Cuevitas             | 61 (km 1418)                      |                                                                             |
| Propiedad industrial                                                                                  | 50 (km 1411)                         |                                   |                                                                             |
| Propiedad industrial                                                                                  | 55 (km 1406)                         |                                   |                                                                             |
| Mina Mantos Blancos                                                                                   | 58 (km 1403)                         |                                   |                                                                             |
| Plaza de peaje troncal Ruta 5                                                                         | 62 (km 1399)                         | 42 (km 1399)                      | Plaza de peaje troncal Ruta 5                                               |
| Área de servicios generales Estación Prat                                                             | 66 (km 1395)                         |                                   |                                                                             |
| Plaza de pesaje Estación Prat                                                                         | 63 (km 1394)                         | 37 (km 1394)                      |                                                                             |
| Área de control Carabineros de Chile                                                                  | 63 (km 1394)                         | 37 (km 1394)                      |                                                                             |
| Mejillones, Tocopilla, Iquique B-400                                                                  | 69 (km 1392)                         | 35 (km 1392)                      | Mejillones, Tocopilla, Iquique B-400                                        |
| Antofagasta RN 26 Término de autopista                                                                | 83 (km 1378)                         | 21 (km 1378)                      | Antofagasta RN 26 Inicio de autopista                                       |
| Antofagasta RN 28 Mina Zaldívar, Minera Escondida B-475 Continuación como ruta 5 Término de concesión | 104 (km 1357)                        | 0 (km 1357)                       | Antofagasta RN 28 Mina Zaldívar, Minera Escondida B-475 Inicio de concesión |

### Ruta 1
Este segmento tiene una extensión de 55,3 km, de los cuales 31,4 son de doble vía y 21 son de calzada simple.
| Ruta 1, tramo acceso norte a Mejillones-La Chimba                                     |                                          |                               |                                                                                       |
| Salidas e infraestructura sentido norte-sur                                           | Distancia de cruce norte Mejillones (km) | Distancia de Antofagasta (km) | Salidas e infraestructura sentido sur-norte                                           |
| Inicio de concesión                                                                   | 0 (km 65)                                | 55 (km 65)                    | Continuación como ruta 1 Término de concesión                                         |
| Mejillones B-262                                                                      | 1 (km 64)                                | 54 (km 64)                    | Mejillones B-262                                                                      |
| Inicio de autopista                                                                   | 21 (km 44)                               | 34 (km 44)                    | Fin de autopista                                                                      |
| Mejillones B-272 Mineral El Dorado B-320                                              | 22 (km 43)                               | 33 (km 43)                    | Mejillones B-272 Mineral El Dorado B-320                                              |
| Plaza de peaje troncal Ruta 1                                                         | 28 (km 37)                               | 27 (km 37)                    | Plaza de peaje troncal Ruta 1                                                         |
| Área de servicios generales Ruta 1                                                    | 28 (km 37)                               | 27 (km 37)                    | Área de servicios generales Ruta 1                                                    |
| Ruta 5, Baquedano, Sierra Gorda B-400                                                 | 35 (km 30)                               | 20 (km 30)                    | Ruta 5, Baquedano, Sierra Gorda B-400                                                 |
|                                                                                       |                                          | 18 (km 28)                    | Camino interior                                                                       |
|                                                                                       |                                          | 14 (km 24)                    | Camino interior                                                                       |
| Base aérea Cerro Moreno                                                               | 43 (km 22)                               | 12 (km 22)                    | Base aérea Cerro Moreno                                                               |
| Base aérea Cerro Moreno                                                               | 43 (km 22)                               | 12 (km 22)                    |                                                                                       |
|                                                                                       | 43 (km 22)                               | 12 (km 22)                    | Monumento Trópico de Capricornio                                                      |
| Aeropuerto Nacional Andrés Sabella Gálvez B-20 Peaje lateral Aeropuerto (solo salida) | 44 (km 21)                               | 11 (km 21)                    | Aeropuerto Nacional Andrés Sabella Gálvez B-20 Peaje lateral Aeropuerto (solo salida) |
| Isla Santa María B-430                                                                | 47 (km 18)                               |                               |                                                                                       |
| MN La Portada, Juan López B-446                                                       | 50 (km 15)                               | 5 (km 15)                     | MN La Portada, Juan López B-446                                                       |
| Sector industrial                                                                     | 51 (km 14)                               | 4 (km 14)                     | Sector industrial                                                                     |
| Sector industrial de Antofagasta                                                      | 53 (km 12)                               | 2 (km 12)                     | Sector industrial de Antofagasta                                                      |
| La Chimba                                                                             | 54 (km 11)                               | 1 (km 11)                     | La Chimba                                                                             |
| Continuación como Avenida Edmundo Pérez Zujovic Término de autopista                  | 55 (km 10)                               | 0 (km 10)                     | Inicio de autopista                                                                   |

### Ruta 26
Este tramo en calzada doble con terceras pistas en pendientes tiene una extensión de 12,1 km.
| Ruta 26, tramo Antofagasta-enlace Uribe             |                               |                                |                                                                            |
| Salidas e infraestructura sentido este-oeste        | Distancia de Antofagasta (km) | Distancia de enlace Uribe (km) | Salidas e infraestructura sentido este-oeste                               |
| Inicio de autopista                                 | 0 (km 0,8)                    | 11 (km 0,8)                    | Continuación como Avenida Presidente Salvador Allende Término de autopista |
| Antofagasta                                         | 3 (km 4)                      |                                |                                                                            |
| Calama, Baquedano, Taltal RN 5 Término de autopista | 11 (km 12)                    | 0 (km 12)                      | Calama, Baquedano, Taltal RN 5 Inicio de autopista                         |

### Ruta B-400
Tramo de un carril por sentido cuya longitud es de 36,4 km.
| Ruta B-400, tramo enlace ruta 1-enlace ruta 5 |                                 |                                 |                                             |
| Salidas e infraestructura sentido norte-sur   | Distancia de enlace ruta 1 (km) | Distancia de enlace ruta 5 (km) | Salidas e infraestructura sentido sur-norte |
| Iquique, Mejillones, Antofagasta RN 1         | 0                               | 36                              | Iquique, Mejillones, Antofagasta RN 1       |
| Planta de subestación eléctrica               | 0,5                             | 35,5                            | Planta de subestación eléctrica             |
| Mina RayRock B-350                            | 1                               | 35                              | Mina RayRock B-350                          |
| Ruta existente                                | 22                              | 14                              | Ruta existente                              |
| Subestación eléctrica, estación Uribe         | 32                              | 4                               | Subestación eléctrica, estación Uribe       |
| Subestación eléctrica, estación Uribe         | 35                              | 1                               | Subestación eléctrica, estación Uribe       |
| Calama, Baquedano, Taltal RN 5                | 36                              | 0                               | Calama, Baquedano, Taltal RN 5              |